# 东海岛跨海大桥
东海岛跨海大桥，是连接广东东海岛与湛江的一条桥梁，是广东 293省道的一部分。已于2010年12月28日通车。

## 介绍
东海岛跨海大桥于2009年1月18日开工，2010年8月30日上午，东海岛跨海大桥胜利合拢，2010年12月28日开始试通车。东海岛跨海大桥桥梁全长4.38公里，桥宽20米，设计时速100公里/小时。湛江疏港公路东海岛跨海大桥全长4.38公里，双幅8车道，分远、近两期建设。近期实施右半幅4车道，桥宽20.25米，总造价4.32亿元。远期左半幅前期各项工作已基本完成。
东海岛跨海大桥连接：
- 288省道
- 293省道
- 373省道
- 东雷高速
- 玉湛高速